# Yohan Mollo
Yohan Mollo  (* 18. Juli 1989 in Martigues) ist ein französischer Fußballspieler. Er spielt hauptsächlich im rechten Mittelfeld.

## Karriere
Yohan Mollo begann bei Olympique Marseille mit dem Fußballspielen, ehe er nach einer kurzen Zwischenstation beim Aubagne FC, im Jahr 2004 zum AS Monaco wechselte, wo er 2008 seine Karriere als Profifußballer startete. Im Jahre 2010 wurde er für eine Saison zu SM Caen ausgeliehen. Nachdem Monaco in dieser Saison in die Ligue 2 abgestiegen war, wechselte er Juli 2011 nach Spanien, in die Primera División zum Aufsteiger FC Granada. Nach nur sechs Ligaeinsätzen wurde er im Januar 2012, bis zum Ende der Saison, nach Frankreich zu AS Nancy verliehen. Nach Ende des Leihgeschäfts unterschrieb er einen Vierjahresvertrag bei den Franzosen. Von 2008 bis 2010 spielte Mollo siebenmal für die französische U-21-Nationalmannschaft.

## Privates
Nach eigenen Angaben ist er der Cousin von Jacques Abardonado und André-Pierre Gignac, die beide ebenfalls professionell Fußball spielen.